# 腓力·奥古斯都站

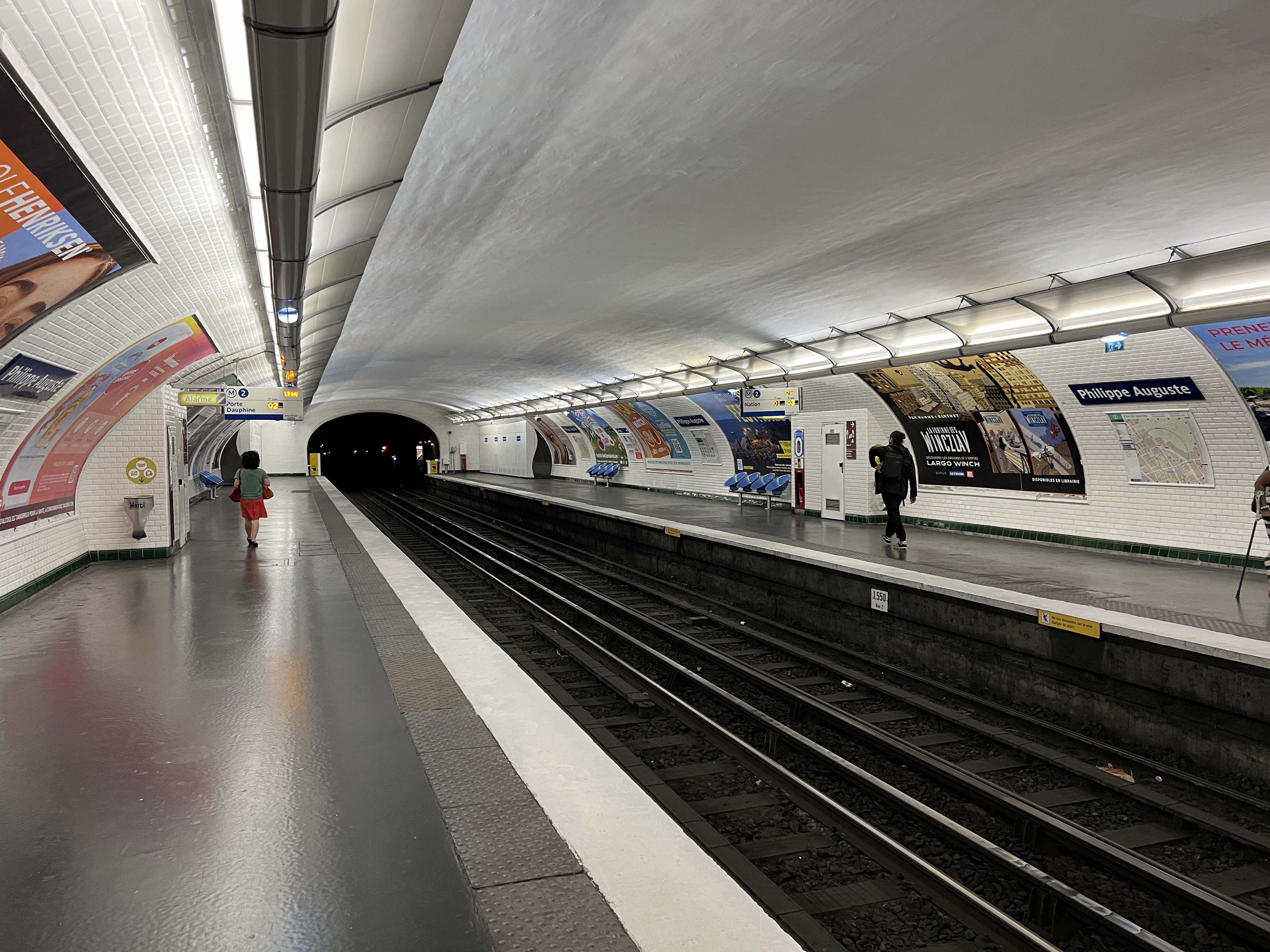
月台 (2022年7月)

腓力·奥古斯都站（法語：Philippe Auguste）是巴黎地鐵2號線的一個車站，位於巴黎11區和巴黎20區的交界處。腓力·奥古斯都站開業於1903年1月31日，名稱來自於以法國國王腓力二世命名的腓力·奥古斯都街。

## 車站結構
| 街道   |                    |                          |
| B1     | 月台連接夾層       |                          |
| 月台層 | 側式月台，右側開門 | 側式月台，右側開門       |
| 月台層 | 1號月台            | 往太子妃门（拉雪茲神父） |
| 月台層 | 2號月台            | 往民族（大仲馬）         |
| 月台層 | 側式月台，右側開門 |                          |